# Инвазија Ирака (2003)
Инвазија Ирака 2003. започета је 20. марта од стране од коалиције од 48 земаља коју је су предводиле Сједињене Америчке Државе. Означила је почетак рата у Ираку. Багдад је пао 9. априла 2003, а 1. маја амерички председник Џорџ В. Буш прогласио је крај већих борбених операција окончавања владавине Баас партије и збацивања ирачког председника Садама Хусеина са власти. Након тога је уследио прелазни период. Сам рат изазвао је бројне контроверзе, иако Сједињене Америчке Државе тврде да је био легитиман.
Дана 30. јуна 2009. године, након вишегодишњих унутрашњих борби са ирачким герилцима, трупе САД су предале контролу над градовима и суверенитет над земљом локалним властима. Према плану америчког председника Барака Обаме, повлачења из преосталих изолованих база окончано је до краја 2011. године.

## Повод
У септембру 2002. појавила се криза због тврдње америчког председника Џорџа В. Буша да Ирак поседује оружја за масовно уништење, помаже терористима (те је и имплицирао да је Ирак стајао иза Напада 11. септембра 2001.) те да се није разоружао према резолуцијама УН-а. Раније је навео и да су „Ирак, Иран и Северна Кореја осовине зла”. Ирак је изјавио да не поседује никаква оружја за масовно уништење.
У новембру 2002. Савет безбедности УН одобрио је Резолуцију 1441 којом се захтева да Ирак испуњава своје обавезе за разоружање и прихвати међународну истрагу, што је та држава прихватила, након чега су инспектори УН-а почели са својим истраживањима.
Године 2003, вођа инспектора УН-а Ханс Блиx отишао је у Ирак и није нашао никакве трагове забрањених оружја. 7. марта 2003. Блиx је објавио да Ирак не само да сарађује, него је и врло кооперативан.
Али амерички председник Џорџ В. Буш није био задовољан, тврдећи да Ирак скрива свој арсенал од инспектора и да помаже терористима. Државни секретар САД-а Колин Пауел чак је одржао презентацију у Савету безбедности УН и објавио наводне доказе о томе како Ирак поседује покретне камионе—лабораторије у којима производи антракс те да планира набавити нуклеарно оружје. И британски премијер Тони Блер је снажно заговарао војну интервенцију, наводећи како се под Хусеиновим режимом кршило хуманитарно право те да је настрадало око 400.000 људи и како Ирак има оружје које је способно досећи и Велику Британију. Након неуспелог покушаја да се у УН-у добије резолуција која подржава употребу војне интервенције, САД су 17. марта 2003. објавиле ултиматум - Садам Хусеин мора напустити Ирак у року од 48 сати или ће доћи до рата.. Када се то није догодило, САД и Велика Британија започели су са коалицијом других држава напад Ирак, наводно како би се решили диктатора Садама Хусеина и стабилизовали регион Блиског истока.

## Ток рата
Коалиција од 48 држава коју су предводиле САД, а укључивала је и државе као што су Јапан, Аустралија, Пољска, Данска, Филипини, Авганистан (под контролом САД-а), Италија и Шпанија, бројала је око 263.000 војника, док је Ирак имао снагу од 375.000 војника, али је био ослабљен због дугогодишњих санкција. Пошто коалиција није добила дозволу за напад Ирак од Турске, инвазија је кренула 20. марта 2003. са територије Кувајта, названа Ирачка слобода. Тог датума су се чуле експлозије у Багдаду, недуго након истека ултиматума, а прва мета је био сам Садам Хусеин и његови високи званичници у његовом бункеру који су гађале ракете са војних бродова у Персијском заливу. Идућег јутра Садам Хусеин се појавио на телевизији и одржао говор свом народу, а неки британски стручњаци су закључили да се ради о његовом двојнику. Ирак је првих дана пружао поприличан отпор на југу земље, те је запалио изворе нафте уз границу са Кувајтом како би изазвао хаос, док су на северу Курди већ одавно измакли ауторитету земље, па је Турска послала додатне војнике како би чували границу.
Ипак с временом је коалиција постизала све веће успехе, а ирачки војници почели су масовно да дезертирају. Освојени су градови Басра, Ум Каср и Насирија. Арапска лига је 24. марта изгласала једногласну резолуцију којом се позива на престанак рата - изузев Кувајта који је хтео да се рат настави. Убрзо је коалиција стигла и до града Наџафа, а САД су оптужиле Сирију да је сакрила ирачко оружје за масовно уништење, што је та држава оштро демантовала. 4. априла освојен је аеродром у главном граду Багдаду, а сам град је опкољен.
Дана 9. априла 2003. пао је и Багдад, а 10. априла Курди су освојили град Киркук на северу. Цивили су већином на почетку позитивно дочекали коалицију и ослобађање од диктатуре и санкција, но настао је и хаос међу гомилом усред вакуума моћи, тако да су се појавиле пљачке и разарања вредних историјских споменика. Џорџ В. Буш је 1. маја одржао говор на Носачу авиона „Абрахам Линколн” и прогласио крај већих војних операција. Међутим убрзо су почели напади побуњеника на војнике коалиције. Иако је бивши ирачки председник Садам Хусеин ухапшен 13. децембра 2003. напади побуњеника и милитаната против америчких војника и цивилног особља нису престали и насиље у Ираку је готово постало рутина, а касније су се појавили и сукоби шиита и сунита, што је многе навело да би могао избити грађански рат. Иако су Ираку скинуте санкције, животни стандард се није значајно побољшао, а радови на обнови инфраструктуре су се одужили. САД је одбио предати Ирак снагама УН-а упркос захтевима. 2. јула 2003. Џорџ В. Буш је на питање о томе да ли би амерички војници требало да се повуку из Ирака због отпора, одговорио да се то неће догодити. Чак ни након успостављања нове владе у Ираку и првих слободних избора ситуација је остала проблематична.

## Контроверзе
Иако је амерички председник Буш изјавио да је рат у Ираку „део рата против тероризма”, многи стручњаци сматрају да је инвазија била мотивисана другим разлозима, поготово зато што оружје за масовно уништење никада није пронађено. Неки сматрају да је главни разлог био контрола богатог извора нафте у Ираку. Уз то појавиле су се и оптужбе разних удружења против коалиције због кршења људских права, иако је требало да амерички војници „освојите срца и умове Ирачана”, попут оних у затвору „Абу Греиб” у којем су се појавиле слике америчких војника како понижавају Ирачане, и Мамудија инцидента у којем је силована и убијена четрнаестогодишња девојчица или Масакра у Хадити у којем су убијена 24 цивила, већином деце и жена. Иако су многи тражили да се због тих злочина смени амерички секретар за одбрану Доналд Рамсфелд, то се није догодило. Уз то, протести широм света пратили су Рат у Ираку, а и многе славне личности у САД-у су критиковале владине одлуке; међу њима су и филмски глумци Шон Пен и Тим Робинс и режисер Мајкл Мур, који је конфликт описао у документарцу Фахренхеит 9/11. Међу државама које су биле изричито против рата биле су и Француска, Немачка, Русија, Египат и Кина, које су упозориле да ће он само повећати тероризам уместо да га смањи.

## Жртве
До 1. септембра 2003. када је Џорџ В. Буш изјавио да је већина војних операција завршена, погинуо је 171 војник коалиције (од тога 138 Американца и 33 Британца) и око 2.300 ирачких војника.
До 21. октобра 2006. погинуло је 3.029 војника коалиције (од тога 2.791 америчких, 119 британских, 33 италијанских, 18 украјинских и др.) док је број погинулих цивила још увек непознат — неки стручњаци тврде да достигнут број од преко 100.000, док други тврде да је тај број много мањи, негде око 8.000.
У октобру 2006. британски часопис The Lancelot на Универзитету „Џон Хопкинс” у Балтимору објавио да би број мртвих од почетка рата могао бити чак и до 650.000 или 2,5% укупног становништва Ирака, чиме би то био један од најкрвавијих ратова у 20. и 21. веку. Као и код претходних истраживања и овде се наводи да су статистички резултати те методе недовољно прецизни, али је ипак сигурно да је више људи погинуло него што се до сада мислило. Бела кућа је одбацила ту бројку, тврдећи да је исувише претерана. Уз то је погинуло и 110 новинара током Рата у Ираку.

## Трошкови
САД су до 29. септембра 2006. потрошиле 379 милијарди долара на Рат у Ираку, што је готово 1.000 долара трошкова по становнику САД-а или просечно 6,4 милијарди долара месечно. Велика Британија потрошила је око 4,5 милијарди фунти. Џозеф Штиглиц, бивши економиста Светске банке, изјавио је да би се укупни трошак Рата у Ираку могао попети на 1 до 2 милијарде долара.